# Atletica leggera ai II Giochi della Francofonia
Le specialità di atletica leggera ai II Giochi della Francofonia si sono svolte dall'11 al 13 luglio 1994 presso lo Stade Robert Bobin sito nel comune di Bondoufle, nei pressi di Parigi, in Francia. Delle 43 gare organizzate, 23 sono state maschili e 20 femminili.

## Podi

### Uomini
| Specialità                        | Oro                                                                   | Prestazione | Argento                                                                          | Prestazione | Bronzo                                                               | Prestazione |
| Corse piane                       |                                                                       |             |                                                                                  |             |                                                                      |             |
| 100 m piani (dettagli)            | Bruny Surin Québec                                                    | 10.08       | Donovan Bailey Canada                                                            | 10.27       | Oumar Loum Senegal                                                   | 10.35       |
| 200 m piani (dettagli)            | Hermann Lomba Francia                                                 | 20.90       | Ricardo Greenidge Canada                                                         | 21.16       | Thierry Lubin Francia                                                | 21.16       |
| 400 m piani (dettagli)            | Pierre-Marie Hilaire Francia                                          | 46.16       | Hachim Ndiaye Senegal                                                            | 46.32       | Désiré Pierre-Louis Mauritius                                        | 46.50       |
| 800 m piani (dettagli)            | Mahjoub Haïda Marocco                                                 | 1:50.48     | Ousmane Diarra Francia                                                           | 1:50.79     | William Best Nuovo Brunswick                                         | 1:51.23     |
| 1500 m piani (dettagli)           | Azzedine Sediki Marocco                                               | 3:42.57     | Abdelkader Chékhémani Francia                                                    | 3:43.08     | Hicham El Guerrouj Marocco                                           | 3:43.54     |
| 5000 m piani (dettagli)           | Salah Hissou Marocco                                                  | 13:22.08    | Brahim Lahlafi Marocco                                                           | 13:25.91    | Brahim Jabbour Marocco                                               | 14:01.64    |
| 10000 m piani (dettagli)          | Salah Hissou Marocco                                                  | 28:34.25    | Hammou Boutayeb Marocco                                                          | 28:35.88    | Khalid Boulami Marocco                                               | 28:48.43    |
| Corse a ostacoli                  |                                                                       |             |                                                                                  |             |                                                                      |             |
| 110 m ostacoli (dettagli)         | Dan Philibert Francia                                                 | 13.55       | Jonathan Nsenga Belgio                                                           | 13.56       | Tim Kroeker Canada                                                   | 13.68       |
| 400 m ostacoli (dettagli)         | Fadhel Khayati Tunisia                                                | 49.52       | Marc Dollendorf Belgio                                                           | 50.03       | Ibou Faye Senegal                                                    | 50.25       |
| 3000 m siepi (dettagli)           | Khalid Skah Marocco                                                   | 8:19.30     | Elarbi Khattabi Marocco                                                          | 8:23.13     | Hilaire Ntirampéba Burundi                                           | 8:36.19     |
| Prove su strada                   |                                                                       |             |                                                                                  |             |                                                                      |             |
| Maratona (dettagli)               | Tahar Mansouri Tunisia                                                | 2:17:18     | Abdelkader El Mouaziz Marocco                                                    | 2:21:29     | Abdillahi Omar Gibuti                                                | 2:25:27     |
| Marcia 20 km (dettagli)           | Jean-Olivier Brosseau Francia                                         | 1:25:48     | Martial Fesselier Francia                                                        | 1:26:52     | Martin St. Pierre Québec                                             | 1:27:07     |
| Salti                             |                                                                       |             |                                                                                  |             |                                                                      |             |
| Salto in alto (dettagli)          | Cory Siermachesky Canada                                              | 2.20        | Richard Duncan Canada                                                            | 2.20        | Pierre Bernard Francia                                               | 2.18        |
| Salto con l'asta (dettagli)       | Gérald Baudouin Francia                                               | 5.60        | Jean-Marc Tailhardat Francia                                                     | 5.50        | Alain Andji Francia                                                  | 5.30        |
| Salto in lungo (dettagli)         | Cheikh Touré Senegal                                                  | 8.06        | Jérôme Romain Dominica                                                           | 7.81        | Franck Zio Burkina Faso                                              | 7.75        |
| Salto triplo (dettagli)           | Edrick Floreal Québec                                                 | 16.83       | Alex Norca Francia                                                               | 16.72       | Garfield Anselm Francia                                              | 16.58       |
| Lanci                             |                                                                       |             |                                                                                  |             |                                                                      |             |
| Getto del peso (dettagli)         | Gheorghe Guset Romania                                                | 19.67       | Scott Cappos Canada                                                              | 17.07       | Rocky Vaitanaki Francia                                              | 16.83       |
| Lancio del disco (dettagli)       | Costel Grasu Romania                                                  | 61.24       | Mickaël Conjungo Rep. Centrafricana                                              | 60.40       | Marcel Tîrle Romania                                                 | 58.32       |
| Lancio del martello (dettagli)    | Gilles Dupray Francia                                                 | 74.94       | Frédéric Kuhn Francia                                                            | 72.20       | Walter Ciofani Francia                                               | 71.72       |
| Lancio del giavellotto (dettagli) | Grégory Wiesner Svizzera                                              | 75.12       | Maher Ridane Tunisia                                                             | 70.72       | Charlus Bertimon Francia                                             | 70.66       |
| Prove multiple                    |                                                                       |             |                                                                                  |             |                                                                      |             |
| Decathlon (dettagli)              | Christian Mandrou Canada                                              | 7766 p.     | Cédric Lopez Francia                                                             | 7709 p.     | Jamel Bourmada Francia                                               | 7526 p.     |
| Staffette                         |                                                                       |             |                                                                                  |             |                                                                      |             |
| Staffetta 4×100 m (dettagli)      | Canada Sheridon Baptiste Glenroy Gilbert Peter Ogilvie Donovan Bailey | 39.16       | Costa d'Avorio Ouattara Lagazane Jean-Olivier Zirignon Frank Waota Ibrahim Meité | 39.38       | Francia Olivier Laroche Sébastien Carrat Hermann Lomba Thierry Lubin | 39.87       |
| Staffetta 4×400 m (dettagli)      | Senegal Ibrahima Wade Moustapha Diarra Aboubakry Dia Hachim Ndiaye    | 3:05.73     | Marocco Mohamed Debbab Brahim Lahlafi Bouchaib Belkaid Benyounès Lahlou          | 3:06.67     | Canada Antony Wilson Kelly Crerar Ahlosen Isaac Byron Goodwin        | 3:07.71     |

### Donne
| Specialità                        | Oro                                                                 | Prestazione | Argento                                                                             | Prestazione | Bronzo                                                                                         | Prestazione |
| Corse piane                       |                                                                     |             |                                                                                     |             |                                                                                                |             |
| 100 m piani (dettagli)            | Patricia Girard Francia                                             | 11.46       | Odiah Sidibé Francia                                                                | 11.59       | Lalao Ravaonirina Madagascar                                                                   | 11.67       |
| 200 m piani (dettagli)            | Stacy Bowen Canada                                                  | 23.19       | Delphine Combe Francia                                                              | 23.35       | Fabienne Ficher Francia                                                                        | 23.60       |
| 400 m piani (dettagli)            | Evelyne Elien Francia                                               | 52.58       | Alimata Koné Costa d'Avorio                                                         | 53.32       | Marie-Line Scholent Francia                                                                    | 53.86       |
| 800 m piani (dettagli)            | Carmen Stanciu Romania                                              | 2:05.28     | Séverine Foulon Francia                                                             | 2:05.45     | Alana Yakiwchuk Canada                                                                         | 2:05.56     |
| 1500 m piani (dettagli)           | Cristina Misaros Romania                                            | 4:21.20     | Mélanie Choinière Québec                                                            | 4:21.56     | Laurence Vivier Francia                                                                        | 4:21.95     |
| 3000 m piani (dettagli)           | Cristina Misaros Romania                                            | 9:02.09     | Laurence Duquénoy Francia                                                           | 9:06.78     | Courtney Babcock Canada                                                                        | 9:21.28     |
| 10000 m piani (dettagli)          | Zahra Ouaziz Marocco                                                | 34:04.64    | Lizanne Bussières Québec                                                            | 34:08.64    | Carole Rouillard Québec                                                                        | 34:43.96    |
| Corse a ostacoli                  |                                                                     |             |                                                                                     |             |                                                                                                |             |
| 100 m ostacoli (dettagli)         | Nicole Ramalalanirina Madagascar                                    | 13.17       | Anne Piquereau Francia                                                              | 13.18       | Donalda Duprey Canada                                                                          | 13.27       |
| 400 m ostacoli (dettagli)         | Donalda Duprey Canada                                               | 55.10       | Nezha Bidouane Marocco                                                              | 55.19       | Marie Womplou Costa d'Avorio                                                                   | 56.39       |
| Prove su strada                   |                                                                     |             |                                                                                     |             |                                                                                                |             |
| Maratona (dettagli)               | Cindy New Québec                                                    | 2:54:14     | Sonia Agoun Tunisia                                                                 | 2:54:52     | Isabelle Dittberner Canada                                                                     | 3:12:28     |
| Marcia 10 km (dettagli)           | Janice McCaffrey Canada                                             | 45:38.06    | Valérie Nadaud Francia                                                              | 46:01.77    | Pascale Grand Québec                                                                           | 46:40.88    |
| Salti                             |                                                                     |             |                                                                                     |             |                                                                                                |             |
| Salto in alto (dettagli)          | Monica Iagar Romania                                                | 1.89        | Isabelle Jeanne Francia                                                             | 1.89        | Lucienne N'Da Costa d'Avorio                                                                   | 1.87        |
| Salto in lungo (dettagli)         | Nadine Caster Francia                                               | 6.58        | Anastasia Mahob Francia                                                             | 6.36        | Sandrine Hennart Belgio                                                                        | 6.09        |
| Salto triplo (dettagli)           | Rodica Petrescu Romania                                             | 14.33       | Sandrine Domain Francia                                                             | 13.58       | Valérie Guiyoule Francia                                                                       | 13.57       |
| Lanci                             |                                                                     |             |                                                                                     |             |                                                                                                |             |
| Getto del peso (dettagli)         | Nathalie Ganguillet Svizzera                                        | 16.32       | Georgette Reed Canada                                                               | 16.29       | Annick Lefebvre Francia                                                                        | 15.46       |
| Lancio del disco (dettagli)       | Nicoleta Grasu Romania                                              | 60.80       | Manuela Tîrneci Romania                                                             | 56.94       | Agnès Teppe Francia                                                                            | 54.48       |
| Lancio del giavellotto (dettagli) | Nathalie Teppe Francia                                              | 57.44       | Martine Bègue Francia                                                               | 56.54       | Valerie Tulloch Canada                                                                         | 55.94       |
| Prove multiple                    |                                                                     |             |                                                                                     |             |                                                                                                |             |
| Heptathlon (dettagli)             | Kim Vanderhoek Canada                                               | 5641 p.     | Véronique Villefayot Francia                                                        | 5368 p.     | Kendall Matheson Canada                                                                        | 5205 p.     |
| Staffette                         |                                                                     |             |                                                                                     |             |                                                                                                |             |
| Staffetta 4×100 m (dettagli)      | Francia Patricia Girard Odiah Sidibé Fabienne Ficher Delphine Combe | 43.65       | Canada France Gareau Tarama Perry Dena Burrows Dionne Wright                        | 45.09       | Madagascar Monica Rahanitraniriana Hanitriniaina Rakotondrabe Aurélie Jonary Lalao Ravaonirina | 45.22       |
| Staffetta 4×400 m (dettagli)      | Canada Alana Yakiwchuk Jean Fletcher Judith Fraser Stacy Bowen      | 3:38.12     | Costa d'Avorio Louise Ayétotché Patricia Foufoué Ziga Véronique Kouamé Alimata Koné | 3:41.48     | Marocco Bouchra Lahlafou Najat Ouali Souhad Kouhail Nadia Zetouani                             | 3:47.98     |